# Главный корпус Южного федерального университета
Доходный дом Кистова — здание в Ростове-на-Дону, построенное по проекту архитектора Г. Н. Васильева. для нахичеванского купца Григория Яковлевича Кистова как доходный дом. В настоящее время является главным корпусом Южного федерального университета. Здание имеет статус объекта культурного наследия федерального значения.

## История
Доходный дом нахичеванского купца и лесопромышленника Г. Я. Кистова был построен на Большой Садовой улице в 1918 году, о чем прямо говорится в договоре между купцом Г.Я. Кистовым и Управлением Владикавказской ЖД, которое намеревалось арендовать 4 верхних этажа здания на 3 года — 1918-1921. 
По мнению академика Г.В. Есаулова, здание могло предназначаться для ростовского градоначальства, исходя из «Дела Технического Строительного Комитета МВД о постройке дома для Ростовского-на-Дону Градоначальника», в котором говорится, что 15 февраля 1915 года на имя А. И. Новикова (председателя Технического Строительного Комитета) ростовский градоначальник сообщал:

«…к постройке здания будет приступлено в 1914 году, и таковая будет закончена в 1917 году. Моему предшественнику пришлось уже раз обращаться в Думу с просьбой об изменении определенного ею срока для начала постройки, каковое ходатайство и было Думою уважено при условии начала работ в 1915 году и окончания в 1917 году».

Однако в этом документе нет четкого обозначения адреса постройки, только перекрёсток. В договоре между купцом Г.Я. Кистовым и Владикавказской жд, напротив, указан конкретный адрес, годы постройки и обозначен владелец — Г.Я. Кистов. 
В годы Первой мировой войны здание арендовало депо артиллерийской бригады. После Октябрьской революции и Гражданской войны, его занимал «Донсовгорхоз», с 1924 года — Донской исполком. В конце 1920-х — начале 1930-х годов в здании размещались: «Донвнуторг», Донская рабоче-крестьянская инспекция, Краевое земельное управление, Краевой отдел здравоохранения, Краевой отдел народного образования.
В 1935 году Постановлением Ростовского Горсовета и Горкома ВКП(б) от 31.07.1935 г., а также Постановлением СНК РСФСР от 5.08.1935 г. здание было передано Ростовскому государственному университету. Одновременно с университетом в нём находились организации «Черкавстройтрест», «Промстройпроект» и Краевой архив. В середине 1940-х годов здание временно занимал Народный комиссариат государственной безопасности, а затем в нем разместился административно-хозяйственный аппарат университета, несколько его факультетов и лабораторий.

## Архитектура
Пятиэтажное здание занимает угловое положение на пересечении Большой Садовой улицы (бывшей ул. Энгельса) и Университетского переулка. Угловая часть фасада, где первоначально размещался парадный вход, выделена тремя полуколоннами ионического ордера высотой в три этажа (сейчас главный вход располагается со стороны Большой Садовой улицы). Раскреповки и полуциркульные эркеры, располагающиеся со второго по четвёртый этаж, служат для вертикального членения фасада. Поэтажное деление фасада подчёркивается различными по форме и размерам окнами. На фасаде здания присутствуют лепные эмблемы, декоративные вазы, гирлянды, кронштейны, карнизы, балконы. Архитектурный стиль здания сочетает элементы модерна и неоклассицизма. Здание имеет коридорную систему планировки.